# (1314) Paula
(1314) Paula ist ein Asteroid des Hauptgürtels, der am 16. September 1933 vom belgischen Astronomen Sylvain Julien Victor Arend in Ukkel entdeckt wurde. 
Benannt ist der Asteroid nach der Ehefrau des Entdeckers.